# Raid sur Nassau
Pour les articles homonymes, voir bataille de Nassau.
Guerre de Succession d'Espagne
Batailles
Campagnes de Flandre et du Rhin
- Landau (1702)
- Friedlingen (1702)
- Kehl (1703)
- Ekeren (1703)
- Höchstädt (1703)
- Spire (1703)
- Schellenberg (Donauworth) (1704)
- Blenheim (1704)
- Landau (1704)
- Vieux-Brisach (1704)
- Eliksem (1705)
- Ramillies (1706)
- Stollhofen (1707)
- Cap Béveziers (1707)
- Cap Lizard (1707)
- Audenarde (1708)
- Wynendaele (1708)
- Lille (1708)
- Gand (1708)
- Malplaquet (1709)
- Douai (1710)
- Bouchain (1711)
- Denain (1712)
- Bouchain (1712)
- Douai (1712)
- Landau (1713)
- Fribourg (1713)

Campagnes d'Italie
- Carpi (1701)
- Chiari (1701)
- Crémone (1702)
- Luzzara (1702)
- Verceil (1704)
- Cassano (1705)
- Nice (1705-1706)
- Calcinato (1706)
- Turin (1706)
- Castiglione (1706)
- Toulon (1707)
- Gaeta (1707)
- Cesana (1708)
- Syracuse (1710)

Campagnes d'Espagne et de Portugal
- Cadix (1702)
- Vigo (navale 1702)
- Cap de la Roque (1703)
- Gibraltar (août 1704)
- Ceuta (1704) (es)
- Málaga (1704)
- Gibraltar (1704-1705)
- Marbella (1705)
- Montjuïc (1705)
- Barcelone (1705)
- Badajoz (1705)
- Barcelone (1706)
- Murcie (1706) (es)
- El Albujón (1706) (es)
- Santa Cruz de Ténérife (1706) (en)
- Almansa (1707)
- Xàtiva (1707)
- Ciudad Rodrigo (1707) (en)
- Lérida (1707)
- Tortosa (1708)
- Minorque (1708)
- Gudiña (1709)
- Almenar (1710)
- Saragosse (1710)
- Brihuega (1710)
- Villaviciosa (1710)
- Barcelone (1713-1714)

Campagnes de Hongrie
- Saint-Gotthard (1703) (en)
- Biskupice (1704) (en)
- Smolenice (1704) (en)
- Koroncó (1704) (en)
- Zsibó (1705) (en)
- Saint-Gotthard (1705) (en)
- Trenčín (1708) (en)

Antilles et Amérique du sud
- Santa Marta (1702)
- Guadeloupe (1703)
- Nassau (1703)
- Colonia del Sacramento (1704)
- Carthagène (1708)
- Rio (1710)
- Carthagène (1711)
- Rio (1711)
- Cassard (1712)

Le raid sur Nassau est une expédition franco-espagnole d'initiative privée, commandée par Blas Moreno Mondragón et Claude Le Chesnaye, qui attaque Nassau — la capitale des Bahamas anglais — en octobre 1703 pendant la guerre de Succession d'Espagne. Nassau est alors une base importante pour les corsaires anglais et l'objectif est de lutter contre ces corsaires qui attaquent les vaisseaux marchands de la colonie espagnole de Cuba et de la colonie française de Saint-Domingue, dans la mer des Caraïbes. La ville de Nassau est rapidement prise et mise à sac, après avoir été pillée, les bâtiments sont incendiés,,. Le fort de Nassau est démantelé et le gouverneur anglais, ainsi que l'ensemble de la garnison sous ses ordres, sont faits prisonniers. L'année suivante, le nouveau gouverneur anglais, Sir Edward Birch, envoyé à Nassau trouve l'île dans un tel état de désolation qu'il est contraint de rebrousser chemin.

## Le raid (octobre 1703)
Les commandants français et espagnols en poste dans les Antilles, qui voyaient en Nassau une menace contre leurs intérêts commerciaux, décident de mettre sur pied une opération conjointe pour attaquer la ville. Des boucaniers français et des soldats espagnols sont envoyés à bord de deux frégates, l'une commandée par Blas Moreno Mondragón et l'autre par Claude Le Chesnaye. La force alliée surprend les 250 habitants anglais de la capitale de New Providence. Une centaine d'entre eux sont massacrés, 22 canons sont saisis, les fortifications de la ville sont mises à bas. Espagnols et Français retournent à Santiago de Cuba quelques jours plus tard avec treize prises et 80–100 prisonniers, parmi lesquels figure le gouverneur anglais de Nassau, Ellis Lightwood,.

## Conséquences
Voyant arriver les assaillants, les habitants de l'île s'étaient retirés dans les bois en attendant que le danger passe. En rentrant dans leurs maisons, ils trouvent une ville complètement rasée, et sont pour la plupart contraints de partir pour d'autres établissements anglais de la région. À Londres, l'attaque de New Providence passe quasiment inaperçue. Sir Edward Birch est nommé gouverneur en remplacement d'Ellis Lightwood mais, lorsque son vaisseau touche terre à Nassau, il trouve l'île complètement abandonnée ; il est alors contraint de rentrer en Europe sans pouvoir exercer son mandat.
Un nouveau raid mené en 1706 ne laissera sur place que 27 familles qui doivent alors survivre dans de misérables huttes sur l'île de New Providence, et les 400 à 500 résidents anglais de l'île devront faire face à de grandes difficultés à la suite des nouvelles descentes qui auront lieu jusqu'à la fin du conflit en 1713, le commerce avec la métropole est alors réduit à néant et aucune aide matérielle n'est envoyée par Londres, ni aucun nouveau gouverneur. Dans son rapport, Birch indique qu'il a vu des colons anglais « sans rien pour cacher leur nudité »,.
John Graves (qui était venu dans les Bahamas avec Thomas Bridges en 1686 et qui avait servi un temps de secrétaire colonial) rapporte en 1706 que les quelques survivants de New Providence « vivaient dans de petites huttes, prêts à s'enfuir dans les bois en prévision d'une prochaine attaque ».

### Sources et bibliographie
- (en) P. Baker, Bahamas, Turks & Caicos, Lonely Planet Publishing, 2001 (ISBN 1-86450-199-5)
- (en) John Oldmixon, The history of the Isle of Providence, Providence Press, 1966
- (en) Paul Albury, The Story of the Bahamas, St Martins Pr publishing, 1976, 294 p. (ISBN 0-312-76265-8)
- (en) David Marley, Historic cities of the Americas : an illustrated encyclopedia, ABC-CLIO, 2005, 1010 p. (ISBN 1-57607-027-1, lire en ligne)
- (en) Michael Craton et Gail Saunders, Islanders in the Stream : A History of the Bahamian People, vol. 1 : From Aboriginal Times to the End of Slavery, University of Georgia Press, 1999, 496 p. (ISBN 0-8203-2122-2)
- (en) David Marley, Wars of the Americas : A Chronology of Armed Conflict in the New World, 1492 to the Present, Santa Barbara (Calif.)/Denver (Colo.)/Oxford, ABC-CLIO, 1998, 722 p. (ISBN 0-87436-837-5, lire en ligne)
- (en) George Sale, George Psalmanazar et Archibald Bower, The modern part of A universal history, from the earliest, vol. 36, Millar, 1747